# Andres Martin
Andres Martin (* 7. Juli 2001 in Flowery Branch, Georgia) ist ein US-amerikanischer Tennisspieler.

## Karriere
Martin spielte bis 2019 auf der ITF Junior Tour. Dort konnte er mit Rang 88 seine höchste Notierung in der Jugend-Rangliste erreichen. Bei einem Grand-Slam-Turnier spielte er zweimal; bei den US Open gewann er im Doppel sein einziges Match auf diesem Niveau.
2019 begann er ein Studium am Georgia Institute of Technology, wo er auch College Tennis spielte. Während des Studiums spielte er mit einer Ausnahme keine Profiturniere. 2021 profitierte er von einer Wildcard, die ihm von den Turnierverantwortlichen in Atlanta zuerkannt wurde und ihm einen Startplatz im Doppel garantierte. Bei seiner Premiere auf der ATP Tour unterlag er an der Seite von Keshav Chopra in der ersten Runde. In der Tennisweltrangliste konnte er sich bislang nicht platzieren.

## Erfolge
| Legende (Anzahl der Siege)  |
| Grand Slam                  |
| ATP World Tour Finals       |
| ATP World Tour Masters 1000 |
| ATP World Tour 500          |
| ATP World Tour 250          |
| ATP Challenger Tour (1)     |

### Doppel

#### Turniersiege
| Nr. | Datum         | Turnier  | Belag | Partner       | Finalgegner                 | Ergebnis          |
| --- | ------------- | -------- | ----- | ------------- | --------------------------- | ----------------- |
| 1.  | 12. Juli 2025 | Winnipeg | Sand  | Keshav Chopra | Naoki Nakagawa Kris van Wyk | 7:62, 3:6, [10:3] |